# 讀賣電視台週四晚間連續劇
《讀賣電視台週四晚間連續劇》（木曜ナイトドラマ），是日本電視台每逢星期四23:58－24:38（日本時間）播放的電視連續劇時段，由讀賣電視台製作。2011年4月起時段更改為「週四推理劇場」。

## 作品列表

### 2000年代

#### 2008年
- 10月2日－12月25日：夢象成真（夢をかなえるゾウ）
  - 出演：水川麻美、古田新太、長谷川朝晴、大久保麻理子、加藤理惠 等
  - 劇本：三浦有為子

#### 2009年
- 1月15日－4月16日：RESET（リセット）
  - 出演：田中直樹 等
  - 劇本：古賀直樹、林誠人、渡邊睦月 等

- 4月23日－7月16日：LOVE GAME（LOVE GAME）
  - 出演：釋由美子 等
  - 劇本：岩村匡子、村上直美

- 7月23日－10月15日：開鎖王（猿ロック）
  - 出演：市原隼人、芦名星、渡部豪太、高岡蒼甫 等
  - 劇本：福田雄一

- 10月22日－12月24日：旁聽狂09（傍聴マニア09〜裁判長!ここは懲役4年でどうすか〜（日语：裁判長!ここは懲役4年でどうすか#テレビドラマ））
  - 出演：向井理、南明奈、六角精兒 等
  - 劇本：田村孝裕、山岡真介

### 2010年代

#### 2010年
- 1月14日－4月1日：木下部長和我（木下部長とボク）
  - 出演：板尾創路、池田一真、田中直樹、津田寛治、遠山景織子、山田麻衣子、宅麻伸 等
  - 劇本：

- 4月8日－7月8日：高爾夫選手之花（プロゴルファー花） 
  - 出演：加藤羅莎、片瀨那奈、井上正大、高橋真唯、室剛、佐藤二朗、石野真子、石黑賢 等
  - 劇本：福田雄一

- 7月15日－9月30日：日本人不知道的日本語（日本人の知らない日本語） 
  - 出演：仲里依紗、青木崇高、原田夏希、朝加真由美、池田成志 等
  - 原作：海野凪子、蛇藏
  - 劇本：、

- 10月7日－12月30日：FACE MAKER
  - 出演：永井大、日向千步、神保悟志 等
  - 劇本：荒井修子

#### 2011年
- 1月6日－3月31日：示談交涉人（示談交渉人 ゴタ消し） 
  - 出演：西野亮廣、忽那汐里、 等
  - 原作：大澤俊太郎
  - 劇本：大石哲也

## 放送局
| 放送對象地域        | 放送局                                 | 系列                      | 放送日期・放送時間 |
| ------------------- | -------------------------------------- | ------------------------- | ------------------ |
| 關東廣域圈          | 日本電視台（NTV）                      | 日本電視台系列            | 週四 23:58〜24:38  |
| 北海道              | 札幌電視台（STV）                      | 日本電視台系列            | 週四 23:58〜24:38  |
| 青森縣              | 青森放送（RAB）                        | 日本電視台系列            | 週四 23:58〜24:38  |
| 岩手縣              | 岩手電視台（TVI）                      | 日本電視台系列            | 週四 23:58〜24:38  |
| 宮城縣              | 宮城電視台（MMT）                      | 日本電視台系列            | 週四 23:58〜24:38  |
| 秋田縣              | 秋田放送（ABS）                        | 日本電視台系列            | 週四 23:58〜24:38  |
| 山形縣              | 山形放送（YBC）                        | 日本電視台系列            | 週四 23:58〜24:38  |
| 福島縣              | 福島中央電視台（FCT）                  | 日本電視台系列            | 週四 23:58〜24:38  |
| 山梨縣              | 山梨放送（YBS）                        | 日本電視台系列            | 週四 23:58〜24:38  |
| 新潟縣              | TV新潟放送網（TeNY）                   | 日本電視台系列            | 週四 23:58〜24:38  |
| 長野縣              | 信州電視台（TSB）                      | 日本電視台系列            | 週四 23:58〜24:38  |
| 静岡縣              | 静岡第一電視台（SDT）                  | 日本電視台系列            | 週四 23:58〜24:38  |
| 富山縣              | 北日本放送（KNB）                      | 日本電視台系列            | 週四 23:58〜24:38  |
| 石川縣              | 金澤電視台（KTK）                      | 日本電視台系列            | 週四 23:58〜24:38  |
| 福井縣              | 福井放送（FBC）                        | 日本電視台/朝日電視台系列 | 週四 23:58〜24:38  |
| 中京廣域圈          | 中京電視台（CTV）                      | 日本電視台系列            | 週四 23:58〜24:38  |
| 近畿廣域圈          | 讀賣電視台（ytv） 週四晚間連續劇製作局 | 日本電視台系列            | 週四 23:58〜24:38  |
| 島根縣 鳥取縣       | 日本海電視台（NKT）                    | 日本電視台系列            | 週四 23:58〜24:38  |
| 廣島縣              | 廣島電視台（HTV）                      | 日本電視台系列            | 週四 23:58〜24:38  |
| 山口縣              | 山口放送（KRY）                        | 日本電視台系列            | 週四 23:58〜24:38  |
| 德島縣              | 四國放送（JRT）                        | 日本電視台系列            | 週四 23:58〜24:38  |
| 岡山縣 香川縣       | 西日本放送（RNC）                      | 日本電視台系列            | 週四 23:58〜24:38  |
| 愛媛縣              | 南海放送（RNB）                        | 日本電視台系列            | 週四 23:58〜24:38  |
| 高知縣              | 高知放送（RKC）                        | 日本電視台系列            | 週四 23:58〜24:38  |
| 福岡縣 佐賀縣       | 福岡放送（FBS）                        | 日本電視台系列            | 週四 23:58〜24:38  |
| 長崎縣              | 長崎国際電視台（NIB）                  | 日本電視台系列            | 週四 23:58〜24:38  |
| 熊本縣              | 熊本縣民電視台（KKT）                  | 日本電視台系列            | 週四 23:58〜24:38  |
| 大分縣              | 大分電視台（TOS）                      | 富士電視台/日本電視台系列 | 週四 23:58〜24:38  |
| 鹿兒島縣 沖繩縣北部 | 鹿兒島讀賣電視台（KYT）                | 日本電視台系列            | 週四 23:58〜24:38  |